# Cohons
Cohons és un municipi francès situat al departament de l'Alt Marne i a la regió del Gran Est. L'any 2007 tenia 259 habitants.

## Demografia

### Població
El 2007 la població de fet de Cohons era de 259 persones. Hi havia 96 famílies de les quals 24 eren unipersonals (12 homes vivint sols i 12 dones vivint soles), 24 parelles sense fills, 36 parelles amb fills i 12 famílies monoparentals amb fills.
La població ha evolucionat segons el següent gràfic:
Habitants censats

### Habitatges
El 2007 hi havia 127 habitatges, 100 eren l'habitatge principal de la família, 10 eren segones residències i 17 estaven desocupats. Tots els 127 habitatges eren cases. Dels 100 habitatges principals, 81 estaven ocupats pels seus propietaris, 15 estaven llogats i ocupats pels llogaters i 4 estaven cedits a títol gratuït; 11 tenien dues cambres, 14 en tenien tres, 21 en tenien quatre i 54 en tenien cinc o més. 80 habitatges disposaven pel capbaix d'una plaça de pàrquing. A 40 habitatges hi havia un automòbil i a 51 n'hi havia dos o més.

### Piràmide de població
La piràmide de població per edats i sexe el 2009 era:
| Homes | Edats   | Dones |
| ----- | ------- | ----- |
| 0     | 95 o +  | 0     |
| 4     | 90 a 94 | 0     |
| 4     | 85 a 89 | 4     |
| 0     | 80 a 84 | 0     |
| 4     | 75 a 79 | 8     |
| 8     | 70 a 74 | 8     |
| 4     | 65 a 69 | 4     |
| 4     | 60 a 64 | 4     |
| 0     | 55 a 59 | 8     |
| 12    | 50 a 54 | 4     |
| 4     | 45 a 49 | 8     |
| 16    | 40 a 44 | 4     |
| 0     | 35 a 39 | 0     |
| 12    | 30 a 34 | 12    |
| 20    | 25 a 29 | 8     |
| 0     | 20 a 24 | 4     |
| 4     | 15 a 19 | 12    |
| 16    | 10 a 14 | 0     |
| 8     | 5 a 9   | 8     |
| 12    | 0 a 4   | 12    |

## Economia
El 2007 la població en edat de treballar era de 163 persones, 124 eren actives i 39 eren inactives. De les 124 persones actives 111 estaven ocupades (63 homes i 48 dones) i 14 estaven aturades (8 homes i 6 dones). De les 39 persones inactives 15 estaven jubilades, 19 estaven estudiant i 5 estaven classificades com a «altres inactius».

### Ingressos
El 2009 a Cohons hi havia 107 unitats fiscals que integraven 252 persones, la mediana anual d'ingressos fiscals per persona era de 15.914 €.

### Activitats econòmiques
Dels 3 establiments que hi havia el 2007, 1 era d'una empresa de construcció, 1 d'una empresa de comerç i reparació d'automòbils i 1 d'una empresa d'hostatgeria i restauració.
Dels 2 establiments de servei als particulars que hi havia el 2009, 1 era un taller de reparació d'automòbils i de material agrícola i 1 paleta.
L'any 2000 a Cohons hi havia 15 explotacions agrícoles que ocupaven un total de 1.152 hectàrees.

## Equipaments sanitaris i escolars
El 2009 hi havia una escola elemental integrada dins d'un grup escolar amb les comunes properes formant una escola dispersa.

## Poblacions més properes
El següent diagrama mostra les poblacions més properes.